# Wu Liang-pching
Wu Liang-pching (čínsky pchin-jinem Wú Liàngpíng, znaky 吴亮平; 1908 – 3. října 1986) byl čínský komunistický revolucionář a politik, účastník Dlouhého pochodu.

## Život
Pocházel z okresu Feng-chua (v prefektuře Ning-po v provincii Če-ťiang). Během studií se zapojil do politického života, účastnil se hnutí 30. května, roku 1925 vstoupil do Komunistického svazu mládeže.
V letech 1926–1928 studoval marxismus na Sunjatsenově univerzitě v Moskvě a vstoupil do Komunistické strany Číny, poté cestoval po západní Evropě, roku 1929 se vrátil do Číny. Po návratu se zapojil do stranické práce v Šanghaji a překládal Marxova díla do čínštiny. V letech 1931–1932 byl vězněn kuomintangskými úřady, poté odešel do centrální sovětské oblasti v Ťiang-si.
V Ťiang-si se zapojil do administrativy Čínské sovětské republiky, působil v jejích hospodářských orgánech, na II. sjezdu sovětů v lednu 1934 byl zvolen lidovým komisařem (tj. ministrem) hospodářství. Účastnil se Dlouhého pochodu, během něhož pracoval v politickém oddělení 1. sboru Rudé armády, současně od ledna 1935 do července 1937 vedl oddělení propagandy ÚV KS Číny, po skončení Dlouhé pochodu přednášel na Antijaponské vojenské a politické akademii.
Po vzniku Čínské lidové republiky pracoval v šanghajském výboru a východočínském byru komunistické strany. V letech 1958–1963 byl náměstkem ministra chemického průmyslu, poté členem Státní ekonomické komise. Během kulturní revoluce byl perzekvován a odvolán z funkcí. Po roce 1973 se vrátil k práci, v letech 1978–1983 byl členem celostátního výboru Čínského lidového politického poradního shromáždění, působil v Ústřední stranické škole. Od roku 1982 byl členem ústřední poradní komise Komunistické strany Číny. Podílel se na vedení Čínského svazu překladatelů.
Zemřel 3. října 1986.